# Aaltokeskus
Le Centre Aalto (en finnois : Aaltokeskus) est le centre administratif et culturel de la ville de Seinäjoki en Finlande.
Conçu par Alvar Aalto, il est considéré comme l'un des ensembles architecturaux les plus remarquables de Finlande.

## Histoire
La municipalité de Seinäjoki lance un concours d'architecture pour la conception de son nouveau centre-ville. 
Le concours est remporté en 1959 par Alvar Aalto qui avait déjà gagné le concours pour la construction de la Croix des plaines en 1952.

## Description
Le centre rassemble les six bâtiments suivants:
- La croix des plaines (1960)
- La mairie de Seinäjoki (1962)
- La bibliothèque municipale (1965)
- Le centre paroissial (1966)
- Le bâtiment gouvernemental (1968)
- Le théâtre municipal (1987)

## Galerie

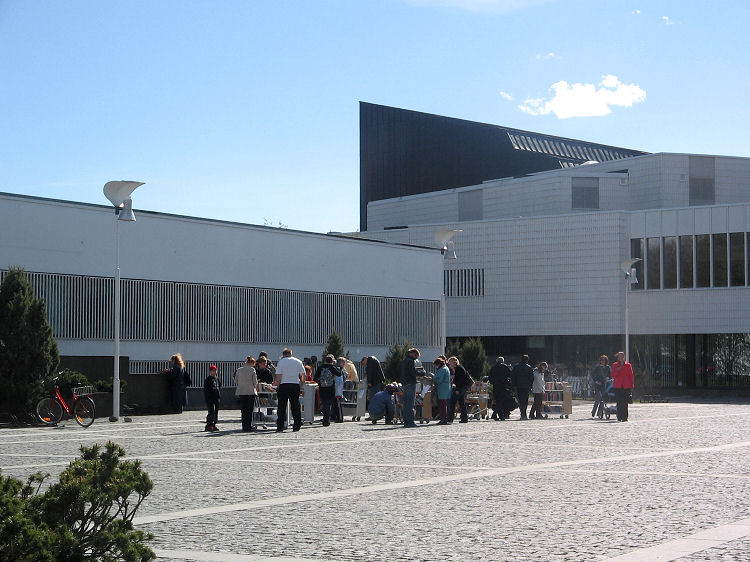
La place du centre Aalto.
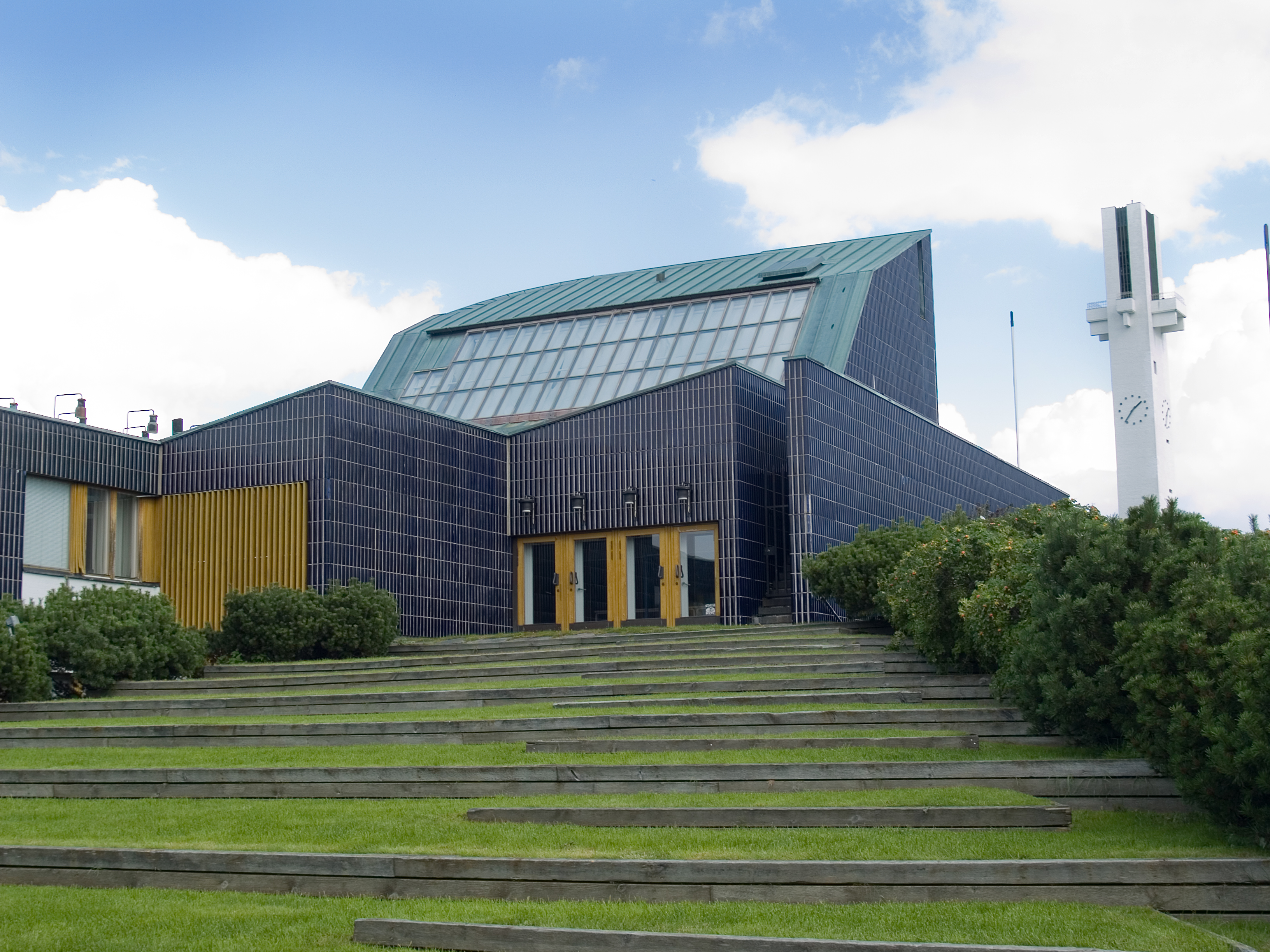
La mairie et ses marches engazonnées.
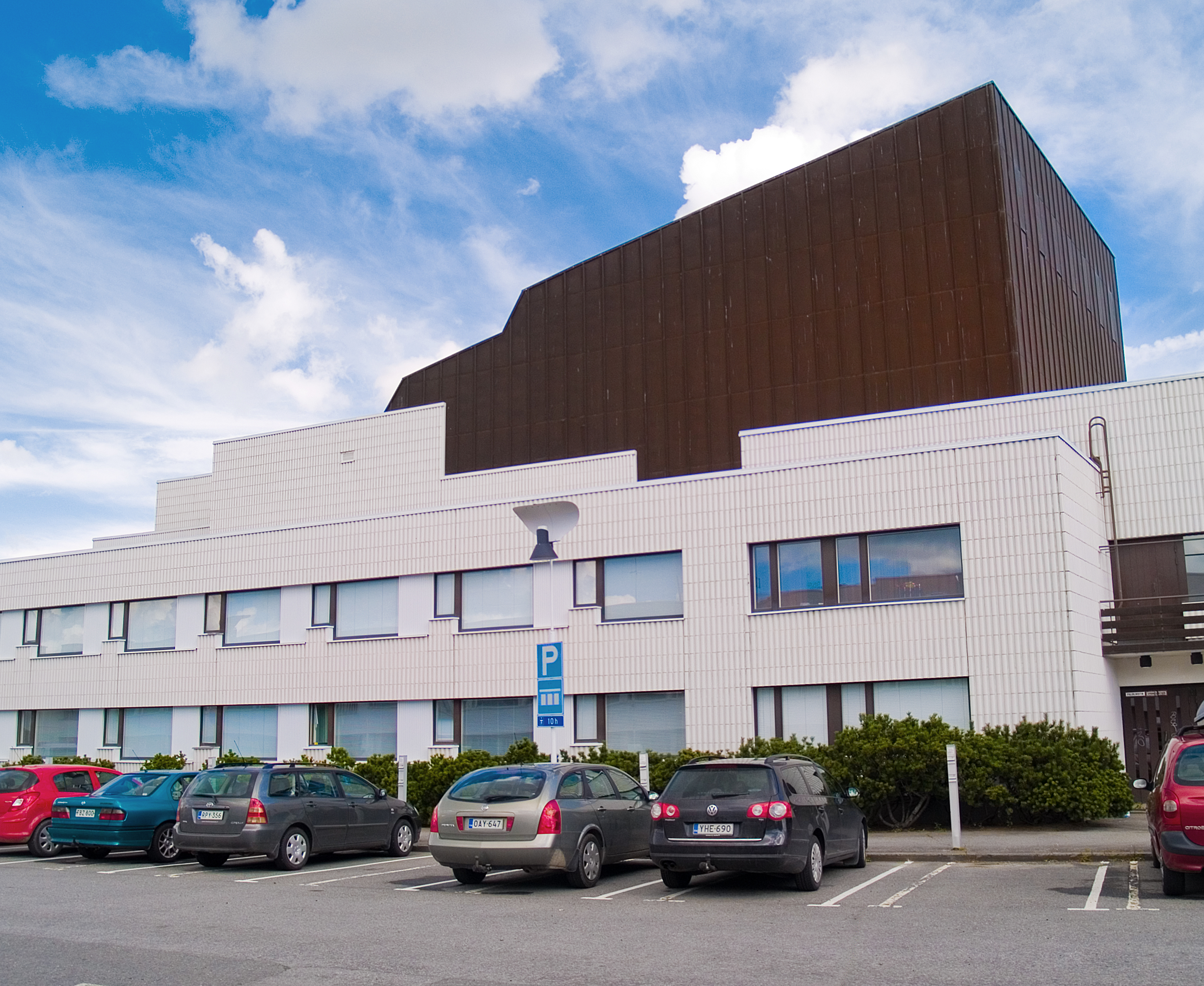
Le théatre.
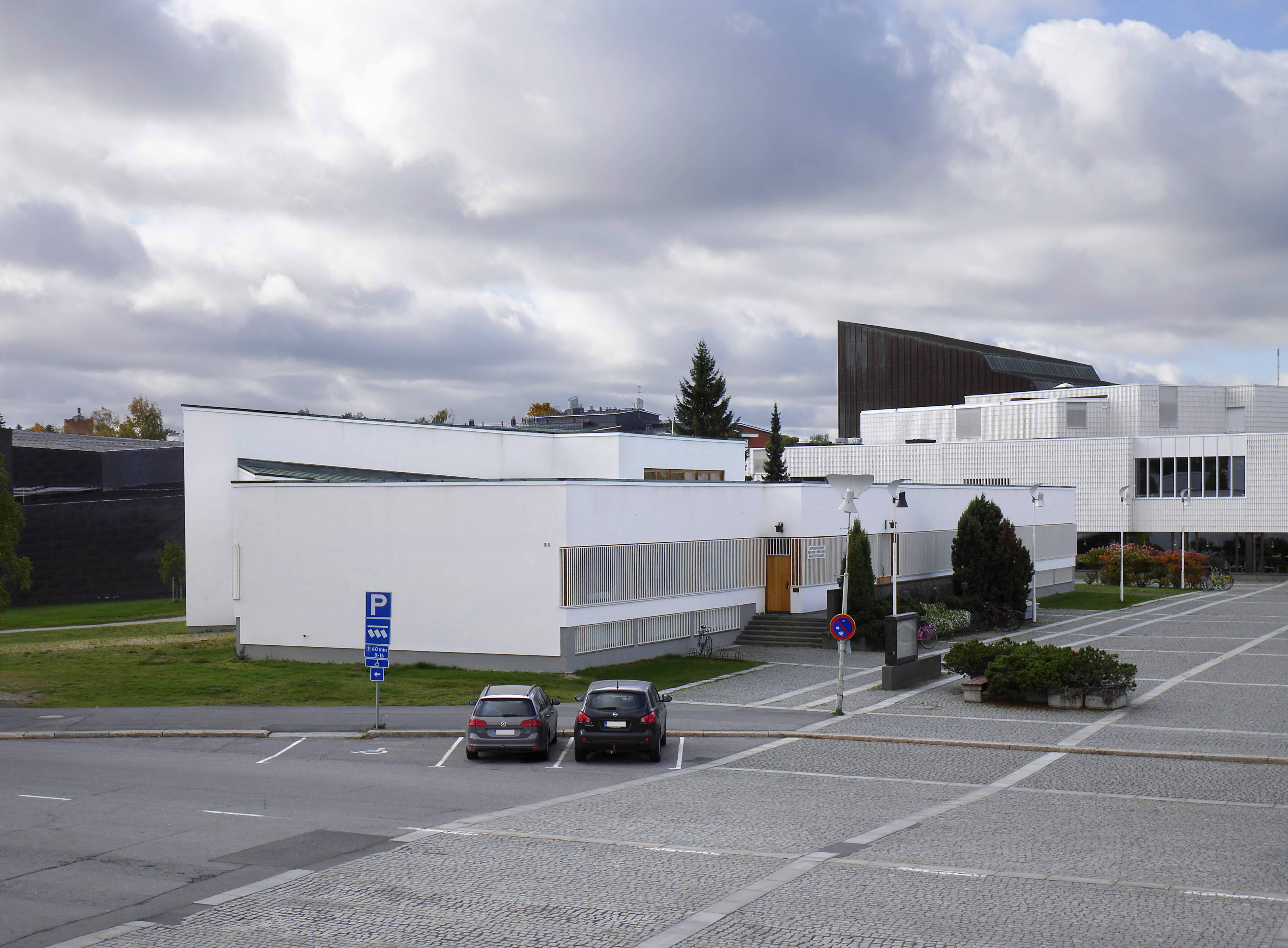
La bibliothèque Aalto.